# Neufundland und Labrador
Neufundland und Labrador (englisch Newfoundland and Labrador [n(j)uːfən(d)ˈlænd‿ænd ˈlæbɹədɔɹ], französisch Terre-Neuve-et-Labrador [tɛʁ nœv‿e labʁaˈdɔʁ], 1949–2001 Neufundland) ist eine Provinz im Osten Kanadas. Das eigenständige Dominion Neufundland wurde erst 1949 Kanada angeschlossen.

## Geographie und Lage

### Geologie

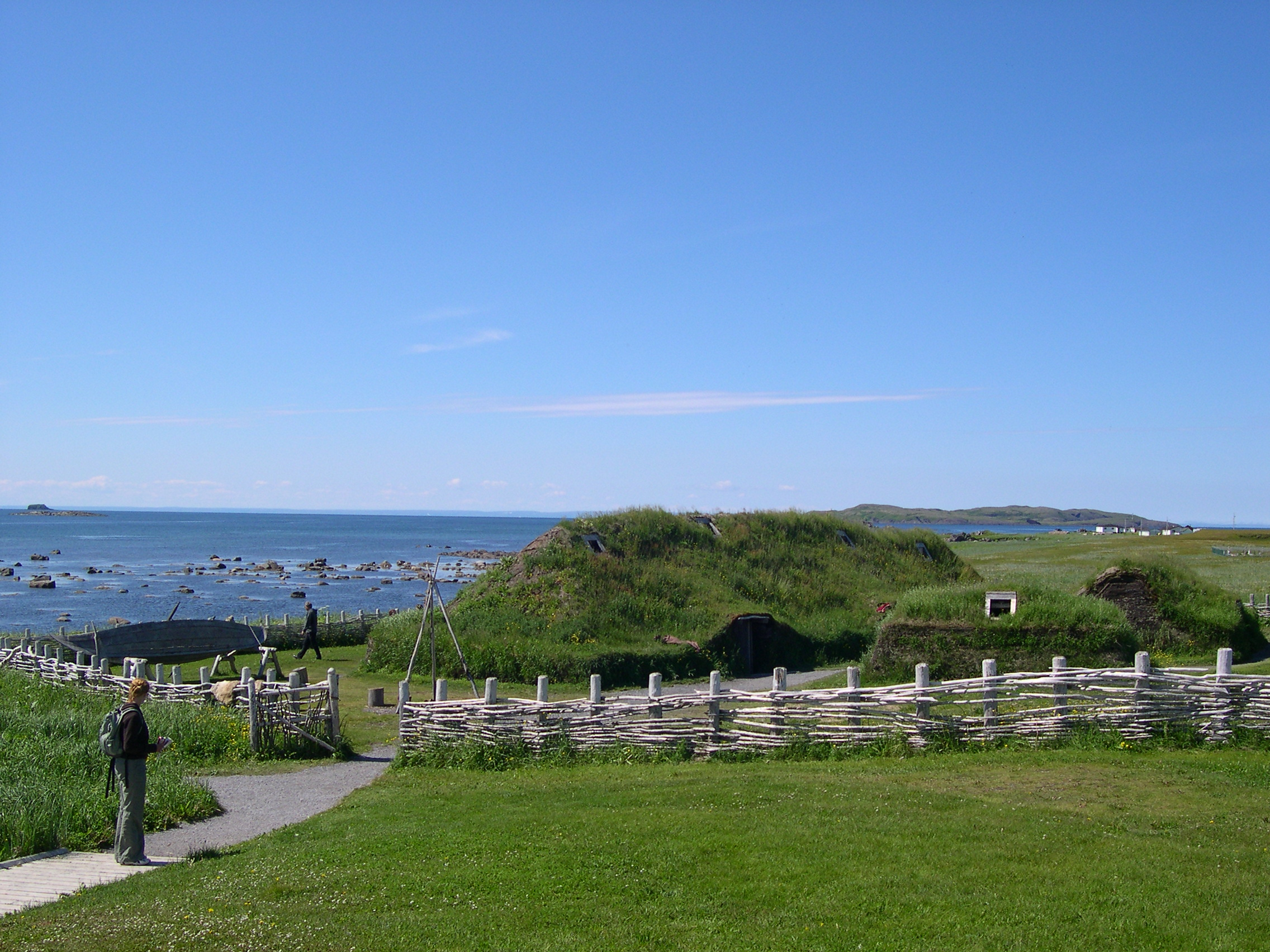
L’Anse aux Meadows

Die Halbinsel Avalon ist Namensgeber für den Mikrokontinent Avalonia, der sich von Gondwana abspaltete und vor 435 Millionen Jahren mit Baltica verband. Vor Entstehung des Atlantiks war Neufundland somit Schottland, Skandinavien und Marokko nahegelegen, die eine ähnliche Orogenese und Topologie aufweisen. Die Long Range Mountains sind die nördlichste Verlängerung der Appalachen.

### Lage
Neufundland und Labrador grenzt im Westen an Québec und im Osten an den Atlantik. Die Provinz besteht aus der fjorden- und seenreichen Insel Neufundland mit ihren vielen kleineren vorgelagerten Inseln (zum Beispiel Bell Island und Twillingate Islands) und aus dem auf dem nordamerikanischen Festland gelegenen Labrador, das einen Teil der größeren Labrador-Halbinsel einnimmt. Innerhalb Kanadas wird Neufundland und Labrador den atlantischen Provinzen zugerechnet. Neufundland ist der östlichste, Europa am nächsten gelegene Teil Nordamerikas und reich an historischen und geographischen Besonderheiten.

### Klima

Köppen-Geiger-Klimaklassifikation von Neufundland und Labrador

Das Klima ist wegen der Lage der Provinz am Zusammenfluss von Golfstrom und Labradorstrom unbeständig, mit in Buchten sich verfangenden Eisbergen im Sommer (siehe auch Titanic-Untergang 1912 vor Neufundland). Hurrikane verlassen den amerikanischen Kontinent oft über der Provinz, um als extratropische Orkane in Europa anzukommen.
Auf dem Festland ist das Klima vom kalten Labradorstrom geprägt, wogegen vor allem der Südosten der Insel Neufundland von Ausläufern des Golfstroms profitiert und ein wesentlich wärmeres Klima aufweist.

### Städte
| Gemeinde                                                 | 2001   | 2006    | 2011    | 2016    | 2021    |
| -------------------------------------------------------- | ------ | ------- | ------- | ------- | ------- |
| St. John’s                                               | 99.182 | 100.646 | 106.172 | 108.860 | 110.525 |
| Conception Bay South                                     | 19.772 | 021.966 | 024.848 | 026.199 | 027.168 |
| Paradise                                                 | 09.598 | 012.584 | 017.695 | 021.389 | 022.957 |
| Mount Pearl                                              | 24.964 | 024.671 | 024.284 | 023.120 | 022.477 |
| Corner Brook                                             | 20.103 | 020.083 | 019.886 | 019.806 | 019.333 |
| Grand Falls-Windsor                                      | 13.340 | 013.558 | 013.725 | 014.171 | 013.853 |
| Gander                                                   | 09.651 | 009.951 | 011.054 | 011.688 | 011.880 |
| Portugal Cove-St. Philip’s                               | 05.866 | 006.575 | 007.366 | 008.147 | 008.415 |
| Happy Valley-Goose Bay                                   | 07.969 | 007.572 | 007.552 | 008.109 | 008.040 |
| Torbay                                                   | 05.474 | 006.281 | 007.397 | 007.899 | 007.852 |
| Labrador City                                            | 07.744 | 007.240 | 007.367 | 007.220 | 007.412 |
| Stephenville                                             | 07.109 | 006.588 | 006.719 | 006.623 | 006.540 |
| Quelle: Statistics Canada (2006 und 2011, 2016 und 2021) |        |         |         |         |         |

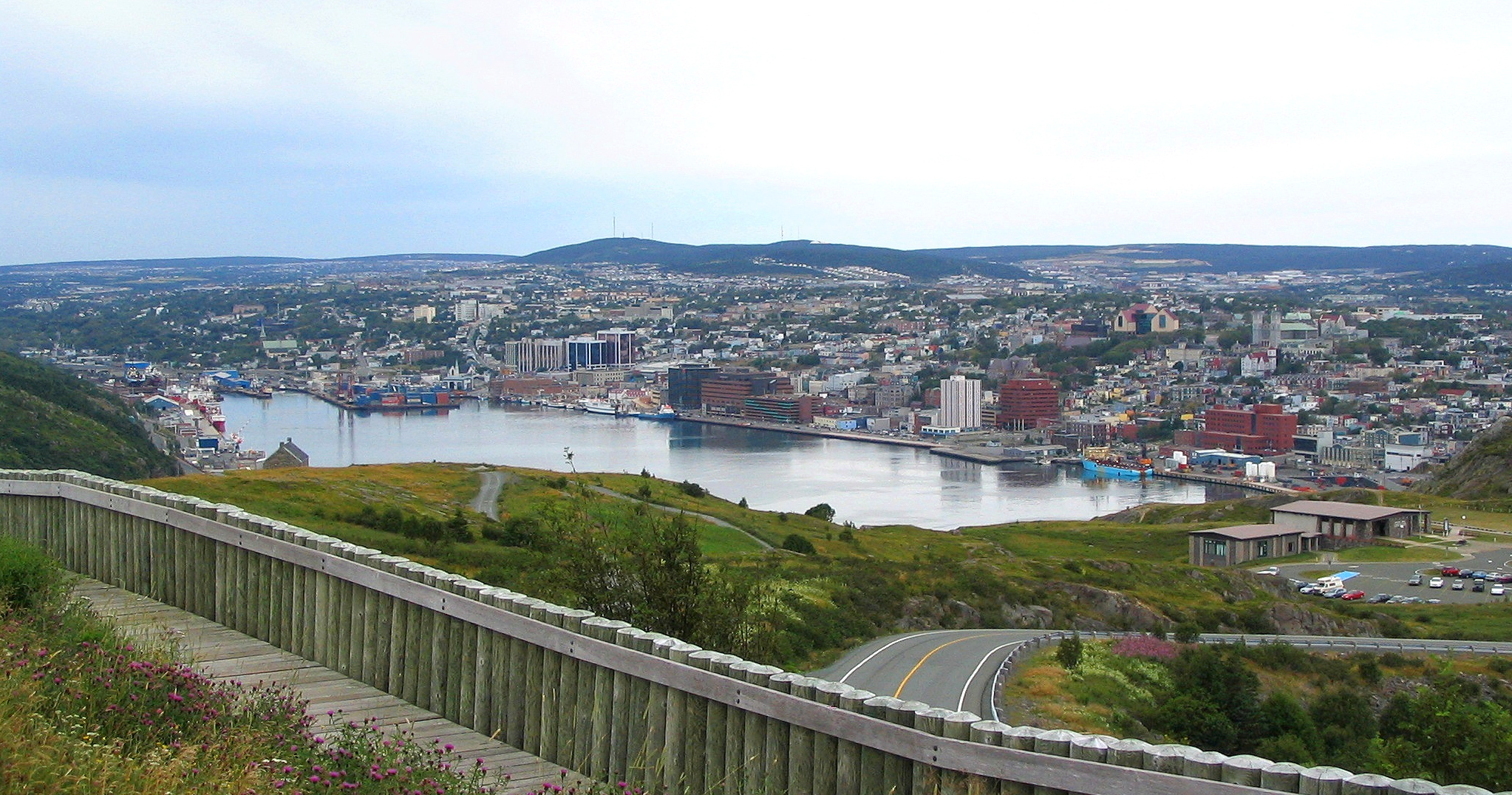
Blick über St. John’s vom Signal Hill aus

Weitere bedeutende Orte sind: Ferryland, Placentia, Deer Lake, Channel-Port aux Basques, St. Anthony und L’Anse-au-Clair.

## Geschichte

### Europäische Entdeckung
Neufundland wurde von dem Wikinger Leif Eriksson als erstem Europäer entdeckt und beim heutigen L’Anse aux Meadows (heute UNESCO-Welterbestätte) bestand auch für einen kurzen Zeitraum eine Wikingersiedlung. Vereinzelt wurde in der Fachliteratur spekuliert, ob baskische Walfänger, die etwa ab den 1530er Jahren in den Gewässern vor Neufundland auftauchten, schon vor Kolumbus und John Cabot in Neufundland oder Labrador an Land gegangen sein könnten. Hierfür gibt es bisher keine überzeugenden Belege.
Nach einer Legende aus dem 9./10. Jahrhundert Navigatio Sancti Brendani („Die Seefahrt des heiligen Brendan“) soll dieser irische Abt bereits im 5. Jahrhundert mit mehreren anderen Mönchen eine Atlantikreise nach Westen unternommen und auf der Sankt-Brendan-Insel an Land gegangen sein. Auch hiermit wurden Neufundland und Labrador in Verbindung gebracht, jedoch fehlt auch hierfür jede archäologische Evidenz.

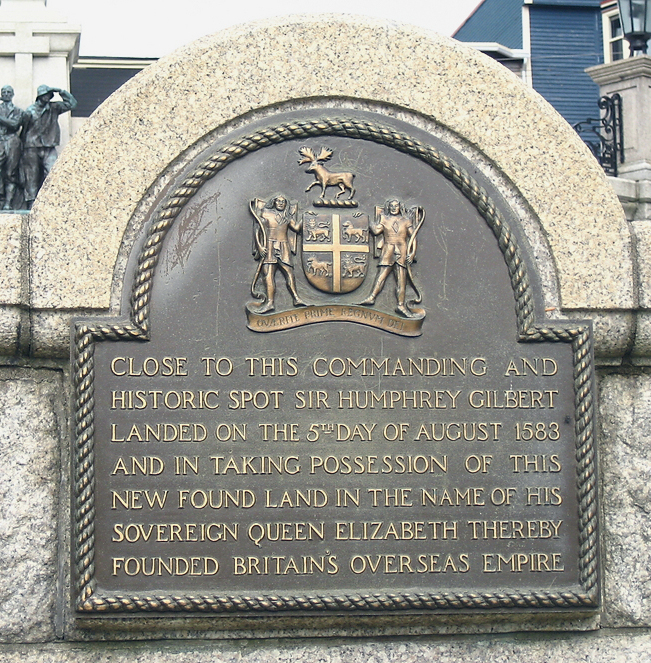
Gedenktafel in St. John’s an die formelle Inbesitznahme Neufundlands durch Humphrey Gilbert für England am 5. August 1583

Als erster frühneuzeitlicher europäischer Entdecker Neufundlands und Labradors gilt Giovanni Caboto (John Cabot), der im Auftrag des englischen Königs Heinrichs VII. auf Entdeckerfahrt ging und am 24. Juni 1497 möglicherweise bei Cape Bonavista an der Ostküste Neufundlands an Land ging. Allerdings werden auch andere Orte in Neufundland, Labrador und Nova Scotia für möglich gehalten. Schon kurze Zeit später, in den Jahren 1499 und 1500, folgten die portugiesischen Seefahrer João Fernandes Lavrador und Pêro de Barcelos, die die Küste erkundeten und kartierten. Ersterer wurde zum Namensgeber Labradors. Portugal erhob mit Berufung auf den Vertrag von Tordesillas 1494 Anspruch auf Labrador, da man dieses östlich der Teilungslinie und damit im portugiesischen Interessenraum vermutete.
In den Jahren 1500 und 1501 kam es zu portugiesischen Expeditionen der beiden Brüder Miguel und Gaspar Corte-Real nach Terra Verde (vermutlich Neufundland). Weitere Seefahrer anderer Länder folgten. Im Jahr 1524 erkundete Giovanni da Verrazzano, ein italienischer Seefahrer in Diensten König Franz I. von Frankreich, das Gebiet um Neufundland, und 1524–25 befuhren der portugiesische Seefahrer in spanischen Diensten, Estevão Gomes und John Rut, im Auftrag von König Heinrich VIII. von England die Seegebiete um Neufundland. Von großer Bedeutung wurden die beiden Reisen, die Jacques Cartier 1534 und 1535–36 in französischem Auftrag machte. Er entdeckte den Sankt-Lorenz-Golf und befuhr als erster den Sankt-Lorenz-Strom. Ab der zweiten Hälfte des 16. Jahrhunderts und in den folgenden Jahrhunderten konzentrierten sich viele Entdeckerfahrten auf die Entdeckung einer „Nordwestpassage“ nach Asien. Von besonderem Interesse wurden die Gewässer um Neufundland wegen ihrer reichen Fisch- und Walbestände. Anfänglich dominierten hier baskische, spanische, portugiesische und französische Fischer. Ab der zweiten Hälfte des 16. Jahrhunderts begannen englische Fischereischiffe eine zunehmend größere Rolle zu spielen, und die spanische und baskische Fischerei wurde insbesondere durch englische Freibeuter wie Bernard Drake dezimiert und zunehmend verdrängt.

### Englische bzw. britische Kolonie

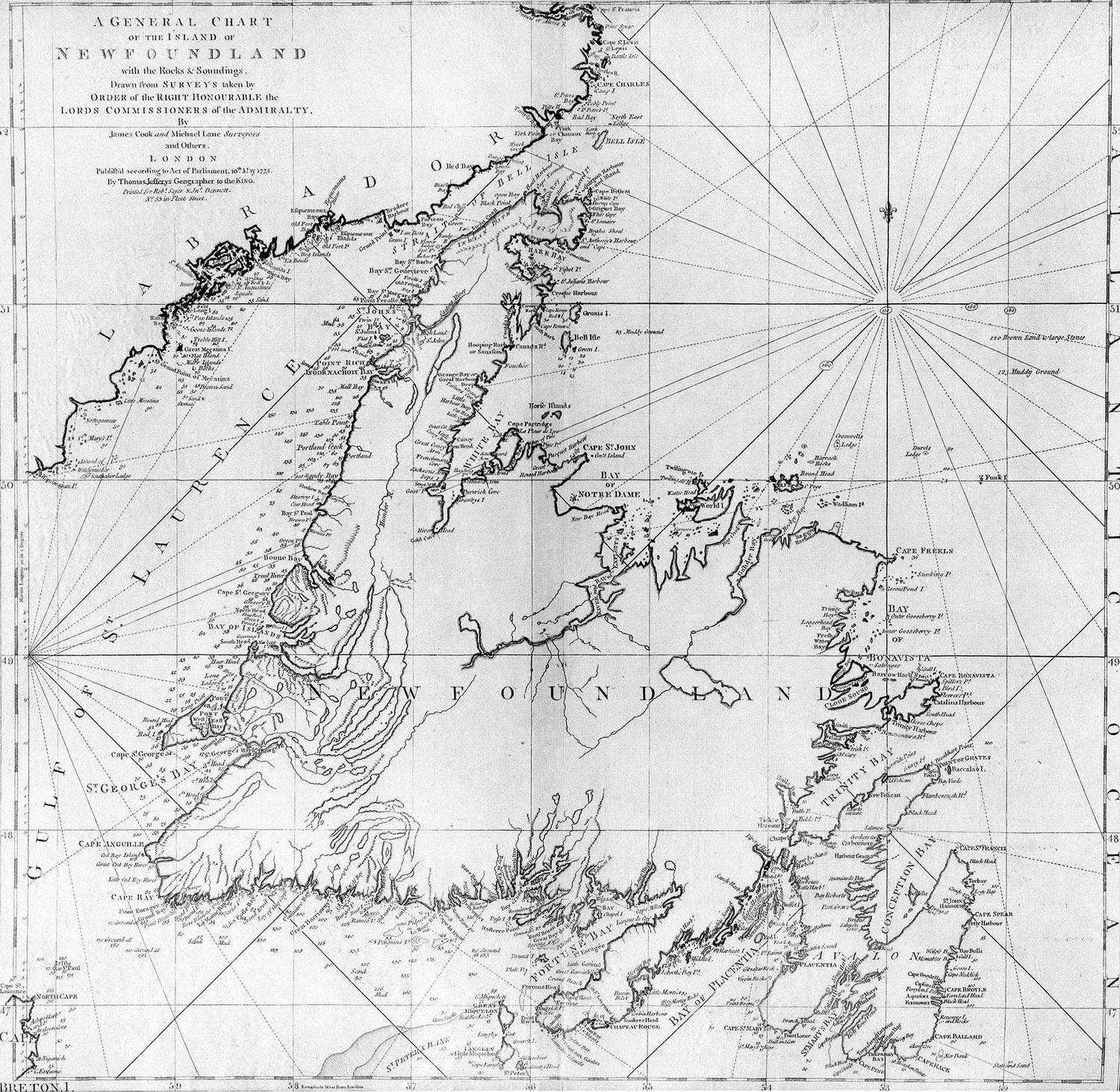
James Cooks Karte von Neufundland (1775)

1583 wurde Neufundland formal zu englischem Besitz erklärt. Erste dauerhafte englische Siedlungen gab es in den folgenden Jahrzehnten, darunter die heutige Hauptstadt St. John’s. Ab der zweiten Hälfte des 17. Jahrhunderts wurde die englisch-spanische von der englisch-französischen Rivalität abgelöst. Der englische Besitz in Neufundland wurde von der nahen französischen Kolonie Kanada bedroht und war mehrfach Ort von Kriegshandlungen. Während King William’s War (1689–1697), der sich als nordamerikanischer Nebenkriegsschauplatz parallel zum Pfälzischen Erbfolgekrieg in Europa abspielte, wurden die englischen Siedlungen auf Neufundland vom französischen Befehlshaber Pierre Le Moyne d’Iberville fast vollständig verwüstet. Diese Bedrohung fand erst ihr Ende, als Frankreich im Siebenjährigen Krieg 1756–1763 alle seine Besitzungen in Kanada an Großbritannien verlor.
In den Jahren 1763 bis 1767 unternahm James Cook eine detaillierte Aufnahme der Küsten Neufundlands und Labradors.

### Dominion Neufundland 1907–1934 und die Jahre bis 1949
Von 1907 bis 1934 war Neufundland zusammen mit Labrador ein eigenständiges Dominion im Britischen Empire. Aufgrund von Turbulenzen infolge der Weltwirtschaftskrise von 1929 und politischer Instabilität stimmte die Regierung 1934 ihrer Selbstauflösung zu. Das Mutterland Großbritannien übernahm wieder die Kontrolle und das Gebiet wurde auf den Status einer britischen Kronkolonie zurückgestuft. Nach dem Zweiten Weltkrieg ergaben sich verschiedene Optionen:
1. der Verbleib als britische Kolonie,
2. die Wiedererlangung des Dominions-Status, de facto damit die Unabhängigkeit im Rahmen des Commonwealth of Nations,
3. der Anschluss an das benachbarte Kanada und
4. eine wirtschaftliche oder sogar politische Union mit den Vereinigten Staaten.

In einem Referendum am 22. Juli 1948 entschieden sich die Wähler mit knapper Mehrheit von 52,3 % gegen die Unabhängigkeit und für den Anschluss an Kanada. Am 31. März 1949 wurde die Vereinigung vollzogen.
Deutsche Missionare der Herrnhuter Brüdergemeine spielten lange in Labrador eine Rolle bei den Inuit. Erste Transatlantik-Flüge und Transatlantik-Telekommunikation (Marconi) sind mit der Geschichte Neufundlands ebenso verbunden wie die einzigen Feindberührungen mit Deutschland im Zweiten Weltkrieg und dem verheerendsten Seebeben und Tsunami der kanadischen Geschichte (1929 Burin-Halbinsel).

## Bevölkerung

### Demografie
Laut dem Zensus 2021 beträgt die Gesamtbevölkerung 510.550 Einwohner, wovon im Jahr 2011 rund 59 % in Städten und 41 % in ländlichen Gebieten lebten.
| Jahr | Einwohner |
| ---- | --------- |
| 1951 | 361.416   |
| 1956 | 415.074   |
| 1961 | 457.853   |
| 1966 | 493.396   |
| 1971 | 522.100   |
| 1976 | 557.720   |
| 1981 | 567.681   |
| 1986 | 568.350   |
| 1991 | 568.475   |
| 1996 | 551.790   |
| 2001 | 512.930   |
| 2006 | 505.469   |
| 2011 | 514.536   |
| 2016 | 519.716   |
| 2021 | 510.550   |

Quelle: Statistics Canada

### Sprache
| Sprache                                      | Anzahl  | %     |
| -------------------------------------------- | ------- | ----- |
| Englisch                                     | 486.560 | 96,36 |
| Französisch                                  | 002.215 | 00,44 |
| nicht offizielle Sprache                     | 012.655 | 02,51 |
| davon Algonkin                               | 001.580 | 00,31 |
| bzw. Cree                                    | 001.580 | 00,31 |
| bzw. Innu                                    | 001.575 | 00,31 |
| Hinweis: Unvollständige Auswahl der Sprachen |         |       |

### Religion
| Religion                                       | Anzahl  | %     |
| ---------------------------------------------- | ------- | ----- |
| Katholiken                                     | 159.875 | 31,84 |
| Anglikaner                                     | 108.030 | 21,52 |
| United Church of Canada                        | 060.670 | 12,08 |
| Muslime                                        | 003.995 | 00,80 |
| Hindu                                          | 001.200 | 00,24 |
| Religionslose                                  | 080.330 | 16,00 |
| Hinweis: Unvollständige Auswahl der Religionen |         |       |

## Politik

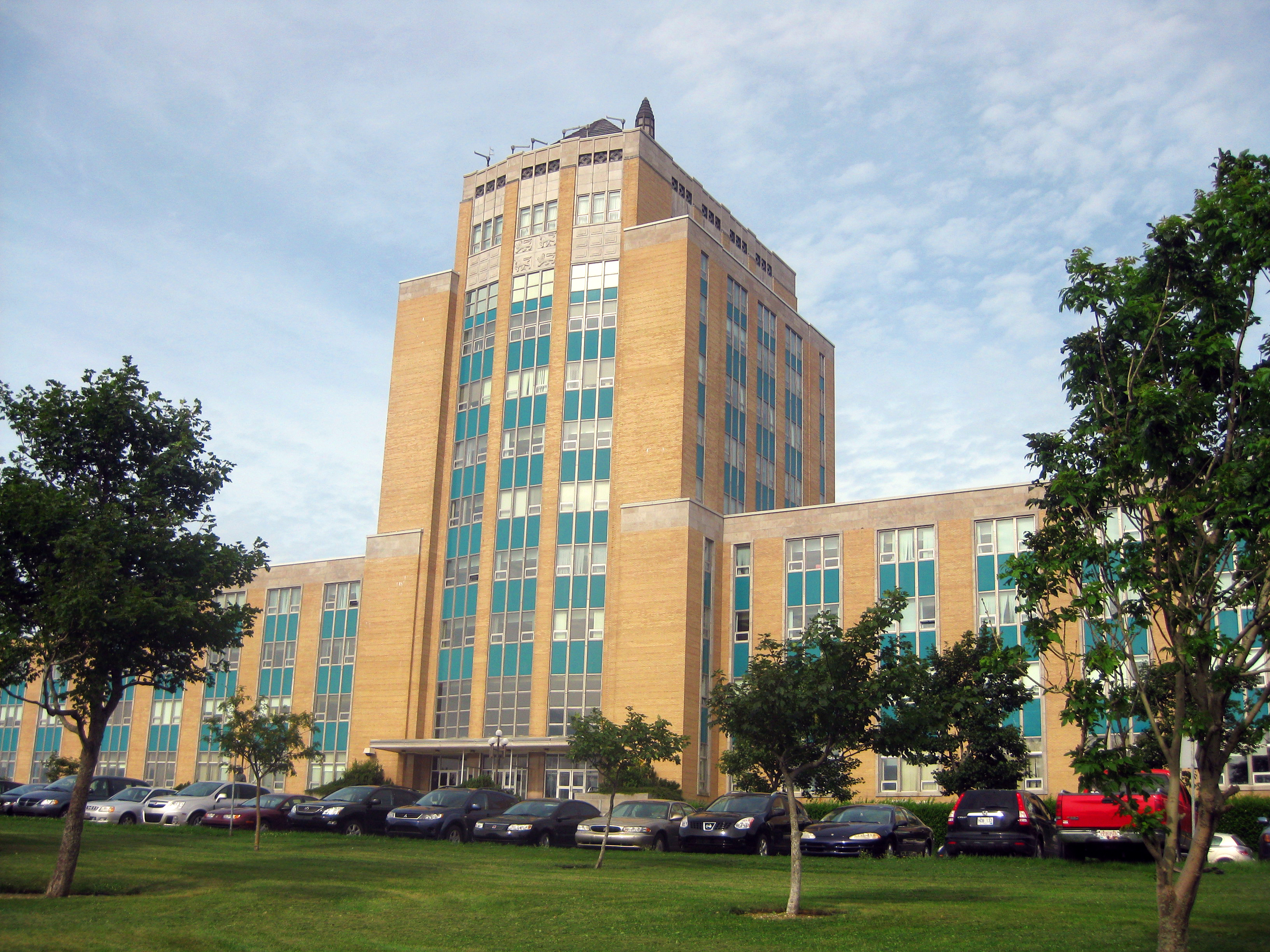
Das Confederation Building, Sitz der Abgeordneten

Das politische System von Neufundland und Labrador basiert auf dem Westminster-System mit einem Einkammernparlament. Das Abgeordnetenhaus besteht aus 48 Mitgliedern, die in ebenso vielen Wahlkreisen nach dem Mehrheitswahlsystem gewählt werden. Der Vizegouverneur, der das Staatsoberhaupt vertritt, kann in Absprache mit dem Premierminister innerhalb eines bestimmten Zeitrahmens das Parlament vorzeitig auflösen und Neuwahlen ansetzen, der britischen Parlamentstradition entsprechend. Premierminister ist stets der Vorsitzende jener Partei, die die meisten Sitze errungen hat. Dieses Amt hat zurzeit John Hogan inne, Vizegouverneurin ist Joan Marie Aylward.
Im kanadischen Unterhaus wird Neufundland und Labrador von sieben Abgeordneten vertreten. Gemäß der kanadischen Verfassung stehen der Provinz sechs Sitze im Senat zu.

## Wirtschaft und Infrastruktur

### Wirtschaft

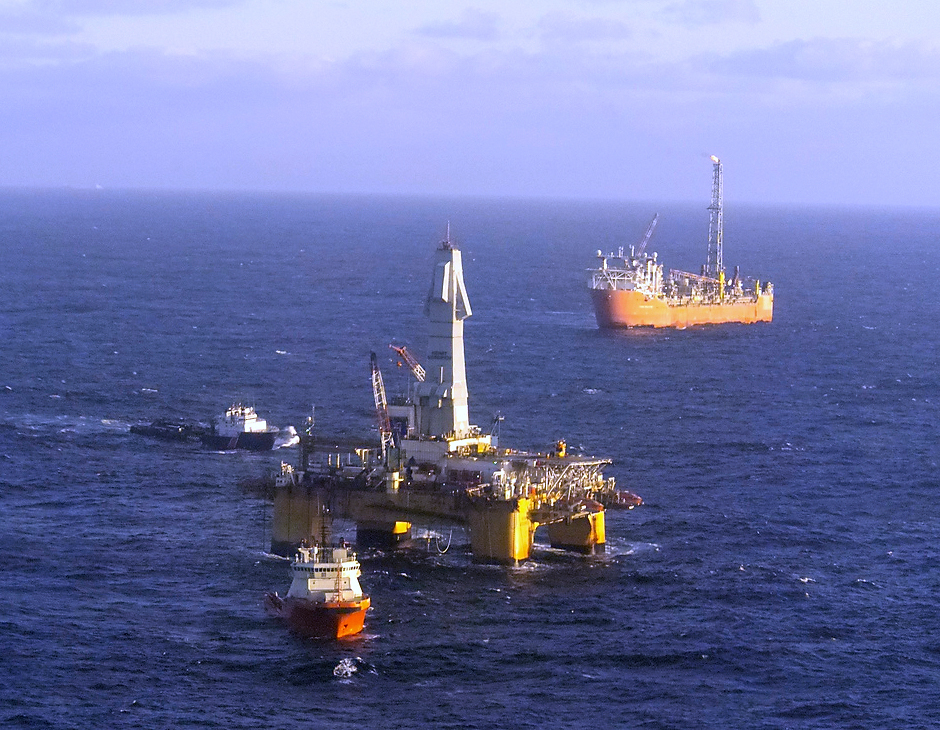
Eine Offshore-Ölplattform vor der Küste der Provinz im Terra-Nova-Ölfeld

Neufundland und Labrador hatten nach einer gewissen Blütezeit im 19. Jahrhundert eine lange stagnierende Ökonomie. Vor allem durch den Zusammenbruch der Fischbestände Anfang der 1990er Jahre stieg die Arbeitslosenquote, was dazu führte, dass ca. 60.000 Menschen aus der Provinz abwanderten. Dies änderte sich jedoch durch den großen Energie- und Rohstoffboom in den vergangenen Jahren (Stand 2016). Die Arbeitslosenquote fiel, die Einwohnerzahl stabilisierte sich und am Ende stellte man sogar eine leichte Zunahme fest.
Zu den wichtigsten Wirtschaftsbereichen gehören Dienstleistungen, Rohstoffe und Tourismus. Eine Mine für Eisenerz befindet sich in Labrador, eine Nickelmine in Voisey’s Bay. Die beiden Minen erwirtschafteten Rohstoffe mit einem Wert von 3,3 Mrd. CAD im Jahre 2010. Eine weitere Mine in Duck Pond begann 2007 mit der Gewinnung von Kupfer, Zink, Silber und Gold. Die Provinz von Neufundland deckt zu 55 % den kanadischen Bedarf an Eisen. Die Steinbrüche bauen Werksteine, Schiefer und Granit in einem Gesamtwert von zehn Millionen CAD pro Jahr ab. Des Weiteren spielt die Erdölgewinnung eine tragende Rolle für die Wirtschaft. Vor der Küste befinden sich mehrere Ölfelder und Off-Shore Ölplattformen, die Öl fördern. Die wichtigsten Abbaugebiete sind die Hibernia, White Rose und Terra Nova Ölfelder auf den Grand Banks of Newfoundland. Größter Arbeitgeber des produzierenden Gewerbes ist die Unternehmensgruppe J. D. Irving. Das Unternehmen verfügt über mehrere Standorte und beschäftigt über 15.000 Mitarbeiter. Ein weiteres größeres Unternehmen des Nahrungsmittelgewerbes ist McCain. Der Dienstleistungsfaktor spielt auch eine wesentliche Rolle in der Provinz, vor allem Finanzdienstleistungen, Gesundheitswesen und öffentliche Einrichtungen. Im Jahre 2010 waren circa 263.800 Menschen in diesen Bereichen beschäftigt. Im Tourismus zählte man im Jahr 2012 rund 299.936 Touristen. Vor allem in den warmen Monaten zwischen Juni und September steigt die Zahl der Touristen deutlich an.

### Verkehr

#### Straßenverkehr
Die wichtigsten Highways, die die Provinz mit dem Rest des Landes verbinden, sind vor allem der Trans-Canada Highway sowie der Trans-Labrador Highway.

#### Schienenverkehr
Die Eisenbahnlinie von St. John’s nach Port aux Basques wurde 1898 eröffnet. Inzwischen wurde sie stillgelegt. Quebec North Shore & Labrador Railway bietet eine Verbindung von Sept-Îles (Québec) nach Labrador an. Neufundland und Labrador wird im Gegensatz zu den meisten anderen Provinzen Kanadas nicht von der nationalen Eisenbahngesellschaft VIA Rail Canada bedient.

#### Wasserverkehr

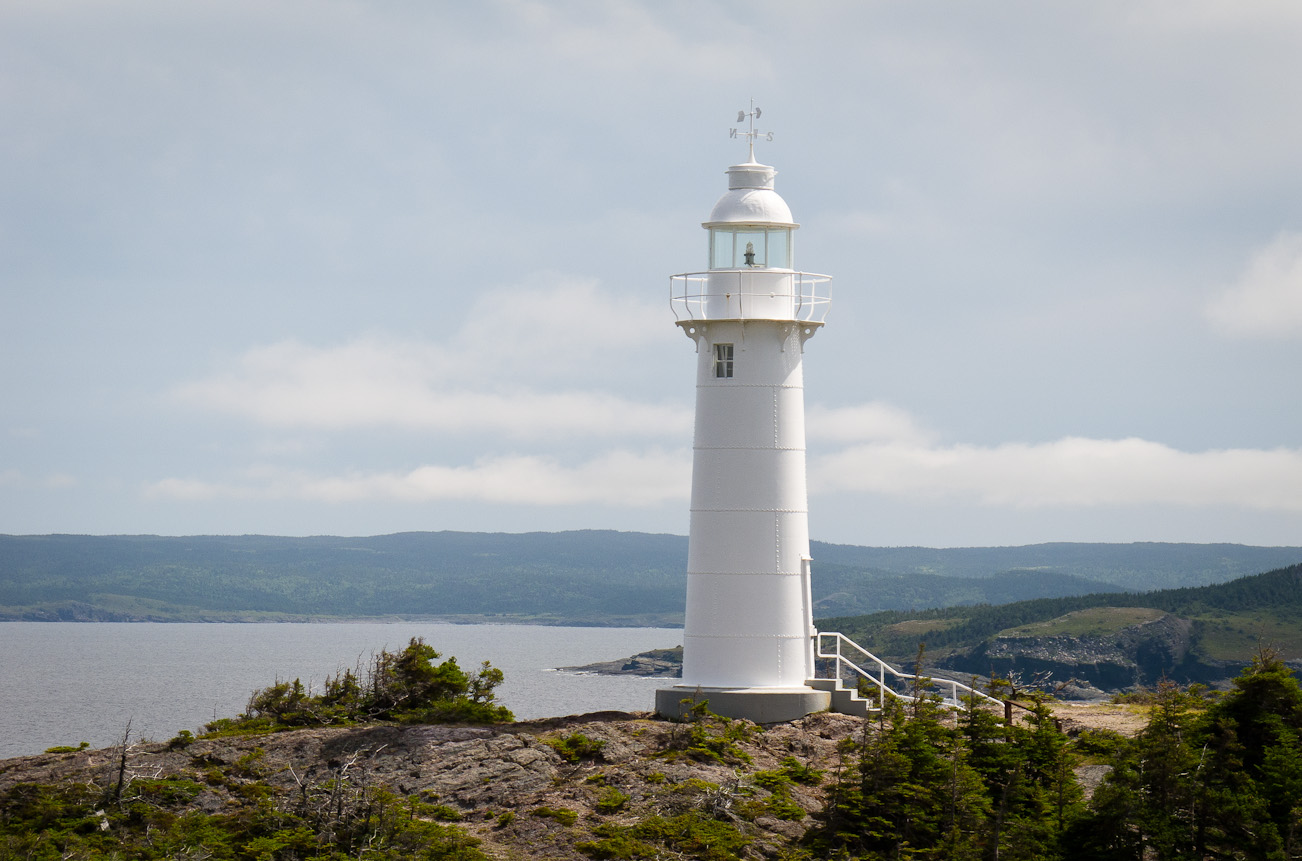
Der King’s-Cove-Leuchtturm in King’s Cove.

In der Provinz betreibt das Newfoundland and Labrador Department of Transportation mehrere eigene Fährlinien, mit denen mehrere Städte an der Küste verbunden werden. Neben den normalen Passagierfähren verkehren auch Autofähren. Weitere Fähren werden von privaten Verkehrsunternehmen angeboten.
Eine reguläre Fähre fährt über die Belle-Isle-Straße und verbindet die Insel von Neufundland mit der Labrador-Region auf dem kanadischen Festland.

#### Luftverkehr
Der St. John’s International Airport sowie der Gander International Airport sind zwei Flughäfen des National Airport Systems. Der Flughafen Gander war lange ein wichtiger Auftank-Knotenpunkt im Transatlantik-Luftverkehr und eine gelegentlich genutzte Fluchtmöglichkeit von DDR-Bürgern im Transit von und nach Kuba. Auf dem St. John’s-Flughafen zählt man pro Jahr mehr als 1,2 Millionen Passagiere. Der Flughafen wird derzeit massiv ausgebaut um die Kapazität bewältigen zu können. Es wird u. a. ein neues Terminalgebäude gebaut, das bis zum Jahr 2021 fertiggestellt werden soll. Der St. Johns International Airport ist der elftgrößte in Kanada.  Der Kanadische Luftwaffenstützpunkt Goose Bay in Labrador diente neben anderen NATO-Staaten, auch der Deutschen Luftwaffe bis 2007 als Übungsgebiet für Tiefflüge.

### Bildung und Forschung

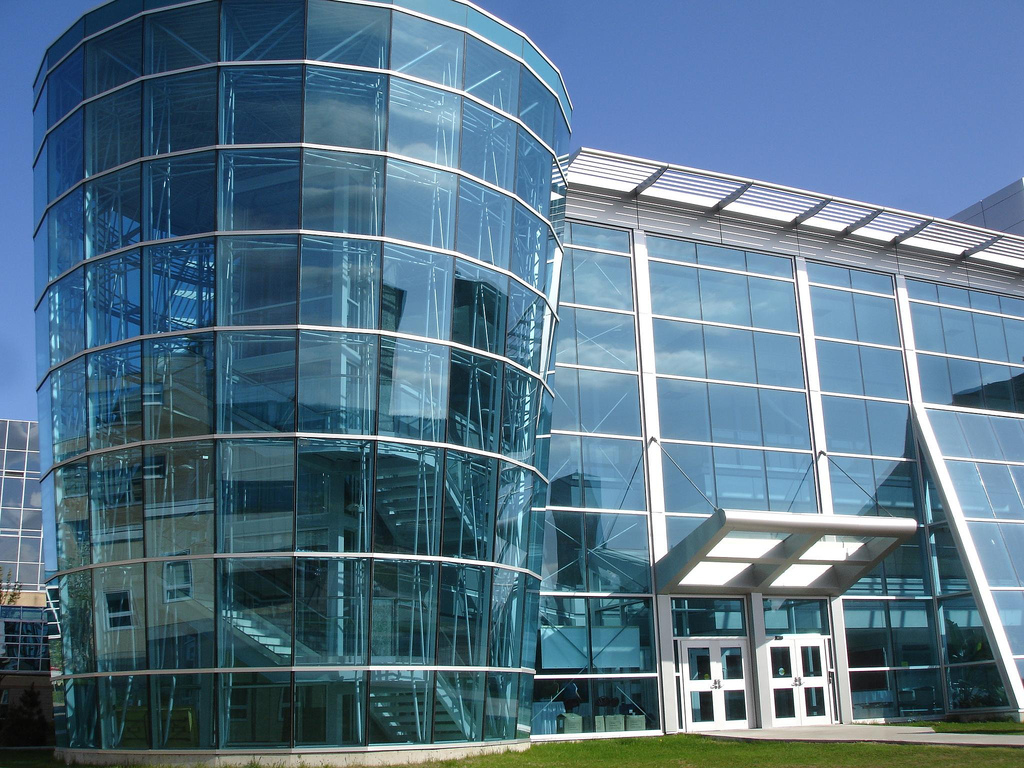
Das Bruneau Centre for Research der MUN University

In der Provinz befinden sich mehrere Universitäten sowie Colleges. Zu den größten gehört die Memorial University of Newfoundland in St. John’s mit über 18.000 Studenten. Die Universität verfügt neben dem Hauptcampus in St. John’s über weitere Standorte in der Provinz. Die Universität bietet Bachelor- und Masterstudiengänge an. Weitere Hochschulen sind das Western College und das College of the North Atlantic in Stephenville.